# チャーリー・パットン
チャーリー・パットン（Charley (Charlie) Patton,  1891年4月 - 1934年4月28日）は、戦前に活動したギタリスト、シンガー。「デルタ・ブルースの父」の愛称でも知られ、多くのブルース・ミュージシャンに影響を及ぼしたと言われる。音楽学者のロバート・パーマーは彼について、20世紀のアメリカのミュージシャンの最重要人物の一人と称している。

## 来歴

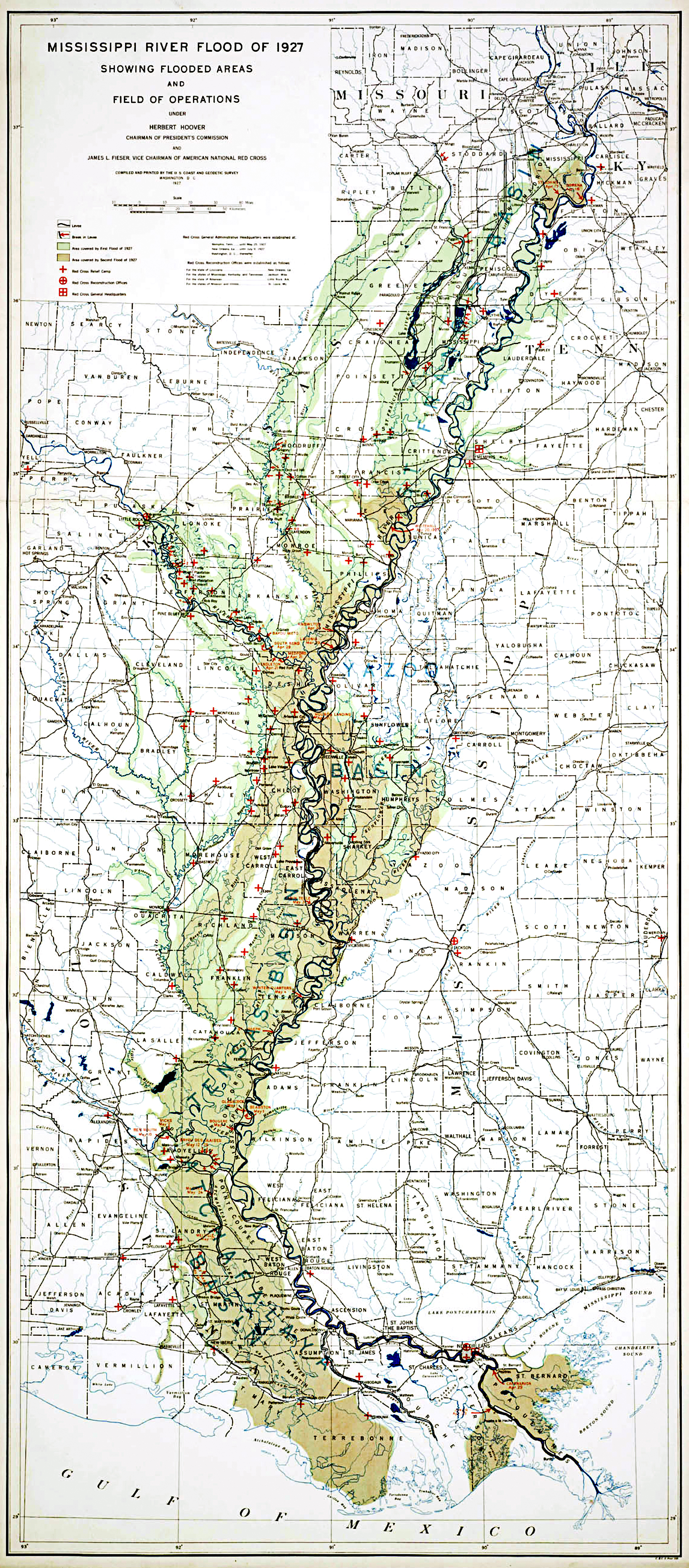
"ハイ・ウォーター・エヴリウェア” で歌われた、1927年におけるミシシッピ河の氾濫

1891年（1881年、1885年、1887年など諸説あり）、ミシシッピ州ハインズ郡のエドワーズ近郊に十二人兄弟の一人として産まれる。家族は当時ジャクソンとヴィックスバーグの間にある農場で農園労働者、物納小作人(en)として働いていた。
1897年、家族は100マイル北のドッカリープランテーションへと移住。綿花の摘み取り等の仕事に従事した。チャーリー・パットンは、厳格な父の目を盗んではパーティーや盛り場へ出かけ、チャットマン一家（ミシシッピ・シークス）と共に演奏を繰り広げたり、その地に住んでいたギタリスト、ヘンリー・スローン（1918年、シカゴに移住）にギターを学んだりしながら、腕を上げていった。頻繁に演奏を共にしたミュージシャンとしてウィリー・ブラウン、トミー・ジョンソン、ジョー・マーティン、のちにサン・ハウスやハウリン・ウルフ、ロバート・ジョンソン、ヘンリー"サン"シムズらがいる。
1929年6月14日、彼はインディアナ州リッチモンドに位置するジェネット・レコードのスタジオで初のレコーディングを行い、14曲を録音、その中の「ポニー・ブルース(en)」が「バンティー・ルースター・ブルース」とカップリングされてパラマウント・レコードより発売され、これは彼の代表曲の一つとなった。パラマウントではその後、グラフトンのスタジオにて二度のレコーディングが行われている。1929年冬のセッションではフィドラーのヘンリー・シムズが、1930年においてはウィリー・ブラウンが四曲中二曲で参加している。
それ以降、極度の飲酒と煙草、不規則な生活のため、ひどい体調不良へと陥っていく中、1934年1月、彼はニューヨークにて内縁の妻バーサ・リーと共に、生涯最後となるレコーディングに臨んだ。その中には有名な「34ブルース」や「オー・デス」等が含まれている。約一ヶ月後、彼はニューヨークから自宅のあったミシシッピ州ホリー・リッジ(en)へと帰り、それからしばらく経った4月28日、同州サンフラワー郡インディアノラ近くのプランテーションにて、心臓発作を起こして死去。死亡証明書によると死因は「僧帽弁障害」。死に至るまでの数日を、彼は説教を行って過ごしたという。
1960年代には、ローリング・ストーンズやクリームのおかげで、ロバート・ジョンソンが有名になったが、ジョンソンは戦前には無名で、実際には黒人の間で人気があったのはチャーリー・パットンだったという。体格の大きい父と比べ、小柄で細身だったが、彼の声はアンプなしで遠くまで届くと言われた。放蕩である一面、そうした自分の生活に思い悩み、何度か説教師になろうと志したことがある。
B.B.キングはブルースのロバート・ジョンソンについて、インタビューで訊ねられる事が多いが、ジョンソンについて敬意を払いつつも、自分のアイドルはチャーリー・パットンであると答えている。